# Хегнауер, Ида
Ида Хегнауер (нем. Ida Hegnauer; 12 сентября, 1909 — 19 ноября, 2006) — швейцарская медсестра и активистка борьбы за мир, работавшая в Международной гражданской службе (SCI).

## Личная жизнь
Хегнауер родилась в Обфельдене, Швейцария. Она была дочерью Якоба Хеберлинга, который работал плотником, и Мари. Хегнауер была квакером.  Она умерла в 2006 году в Аффольтерне-на-Альбисе, Швейцария.

## Карьера
Во время Гражданской войны в Испании Хегнауер записалась в Международную гражданскую службу (SCI) и работала в Валенсии.
После Второй мировой войны Хегнауер работала с Американским комитетом Друзей на службе обществу во время Палестино-израильского конфликта. Она помогала сельским жителям в Туране, Израиль, оказывая им медицинскую помощь.
В 1960 году она написала доклад об алжирских беженцах в Тунисе, работая в стране во время Войны за независимость Алжира. Хегнауер помогла собрать 900 000 фр. для SCI.
После Второй мировой войны Хегнауер также работала в Греции, Индии, Австрии и Югославии. С 1980 по 1984 год она работала в детской больнице в Аффольтерне-на-Альбисе, Швейцария.